# 羅特山 (高地陶恩山脈)
46°58′44″N 12°44′21″E / 46.97889°N 12.73917°E

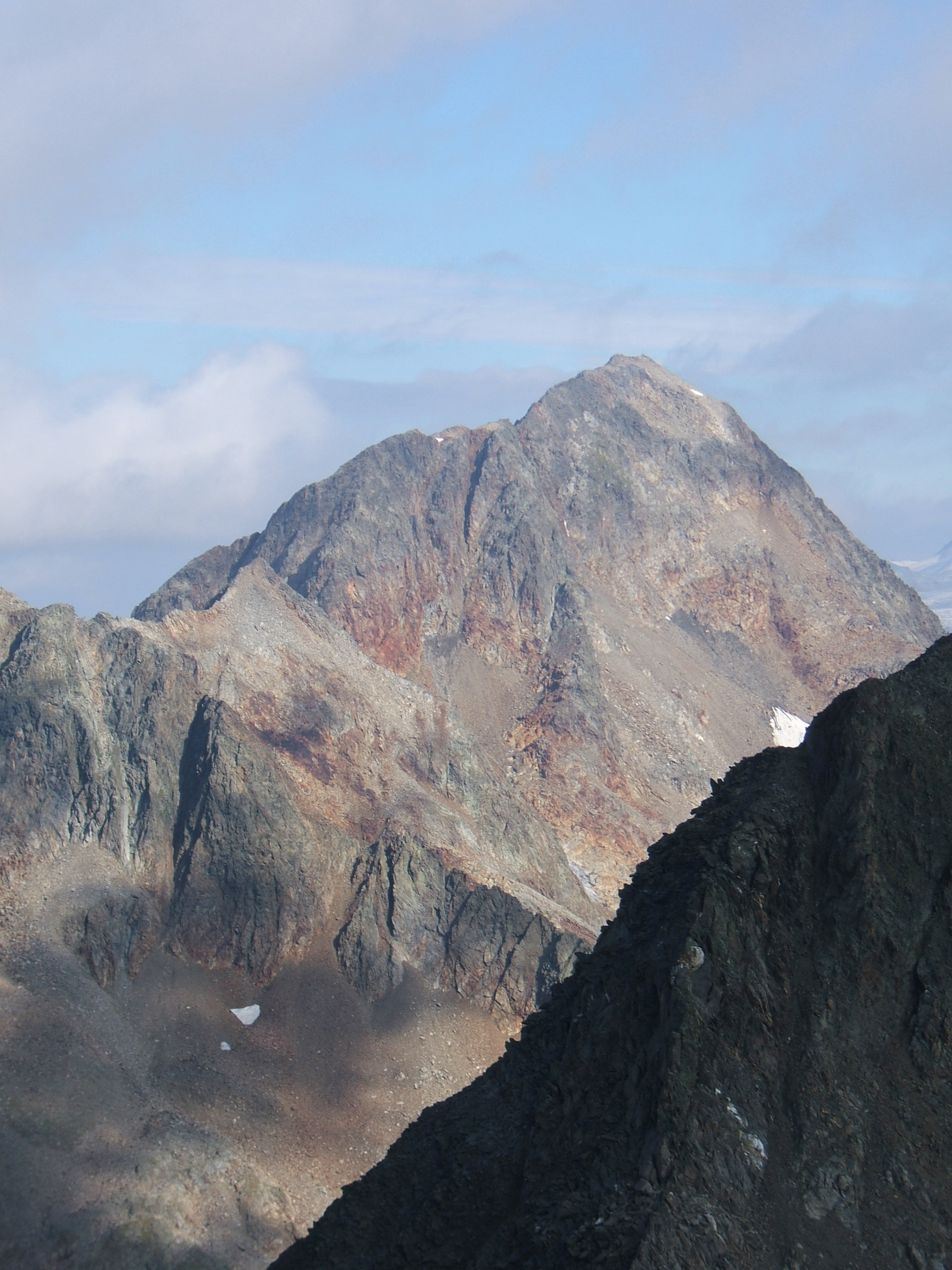

羅特山（德語：Roter Knopf），是奧地利的山峰，位於該國南部，由克恩頓州負責管轄，屬於高地陶恩山脈的一部分，海拔高度3,281米，人類在1872年首次登頂。